# Cupido
Cupido  (лат.) — род дневных бабочек из семейства Голубянки (Lycaenidae). 

## Описание
Голова с глазами, покрытыми редкими и короткими торчащими волосками. Край передних и задних крыльев округлый. Половой диморфизм у большинства видов выражен хорошо (сверху самцы голубые, синие или фиолетовые, самки бурые). Общий фон испода крыльев серый, пятна в центральной ячейке, а также рыжеватые лунки в маргинальной области отсутствуют. 

## Ареал
Род широко распространён на территории Северного полушария. Ареал двух видов охватывает Северную Америку, одного — Австралию. В Европе 6 видов из двух подродов. 
Название связано с древнеримским богом любви Купидоном.

## Список видов
Род состоит из двух групп:
- Everes group
  - Cupido alcetas — Голубянка альцетас, или Короткохвостка альцет
  - Cupido amyntula
  - Cupido argiades — Голубянка аргиад, или Голубянка короткохвостая
  - Cupido comyntas
  - Cupido decolor
  - Cupido decoloratus — Голубянка блеклая
  - Cupido lacturnus
  - Cupido sebrus

- Cupido group
  - Cupido alaina
  - Cupido buddhista
  - Cupido carswelli
  - Cupido lorquini
  - Cupido minimus — Голубянка крошечная, или Голубянка малая
  - Cupido osiris — Голубянка осирис
  - Cupido peri
  - Cupido prosecusa
  - Cupido staudingeri
  - Cupido tusovi